# Pierre Efratas
 (mars 2023).
Œuvres principales
- Le Destin d'Ivanhoe
- Les Gardiens de la table d'Émeraude
- La Saga de Rollon (Hrolf le Vagabond)
- Sagas des Neuf Mondes
- Hastings 1066 - The Normans are landing ! Orep Editions (France, février 2015) avec Gilles Pivard

Pierre Efratas, né à Uccle le 3 mars 1951, est un romancier et conteur français. Il habite dans le Calvados et écrit des sagas, des romans d'aventure, de la fantasy, des chroniques ainsi que des nouvelles.

## Biographie
Sociétaire et membre du conseil d'administration de la Société des auteurs de Normandie, il est également président fondateur de l'association La Tapisserie de Rollon, membre des associations Arts et Lettres en Pays d'Auge, Poésie et Nouvelles en Normandie et diseur de rue au sein des Brigades d'intervention poétique. Pierre Efratas anime également des ateliers d’écriture. 
En 2011, il participe à la création d'une tapisserie en lin racontant la vie de Rollon, ensuite exposée dans l'église Saint-Ouen de Rouen. 
En 2015, il crée le Salon du Livre de Villers-sur-Mer en partenariat avec le SPL Animations et Sports de Deauville, la Société des auteurs de Normandie et le parrainage de Claude Lelouch. Il a été le commissaire des éditions 2015, 2016 et 2017.
Après avoir exercé les métiers de formateur et de consultant en communication (communication orale, écrite et processus de créativité, coach en expressions verbale et non verbale, gestion de conflits, de crise et de motivation, jobcoaching, conseiller en communication et stratégie auprès de responsables politiques, d'associations et d'institutions publiques), et avoir pris une part très active dans plusieurs mouvements de promotion de la laïcité, de l'égalité et de la mixité, de défense des libertés publiques, de la paix au Proche-Orient et de l'autonomie de sa région natale, il concentre aujourd'hui ses activités sur l'écriture, le récit oral et les conférences.
En 2020, il co-écrit avec Gilles Pivard Les deux chants du cygne, un roman inspiré par la conquête de l'Angleterre au XIe siècle.

## Publications

### Cycle des Gardiens de la Table d’Émeraude
- La Roche qui dit, éditions Phénix, Bruxelles-Paris, 1996
- Le Roman de Pontfol, éditions Claude Lefrancq (sous le titre « La Nuit des Stellaires », 1997
- Le Destin d'Ivanhoë (roman), éditions Charles Corlet, 2003
- « La Vierge d'Englesqueville » (nouvelle), 2010, anthologie De capes et d'esprits, éditions Rivière Blanche, 2010

### Cycle de Florighar
- Les Origines magiques (6 contes illustrés par le dessinateur Paul Toussaint, dont deux parus dans Faërie, Québec), 1985
- « La Quête d'Arah-Ghastor » (nouvelle parue dans Phenix), 1988
- Sur la route d'Ehren-Râd (roman), Recto-Verso, 1989, illustré par le dessinateur Paul Toussaint
- Florighâr le mage (recueil de contes illustré, dont un paru dans Phenix no 14), 1988

### Cycle du Barde
Ce cycle, écrit en 1990, consiste en un recueil de cinq histoires de fantasy (une parution dans le numéro spécial de L'Encrier renversé, Castres, 1991, et trois parutions aux éditions Phenix, en 1992 et 1993)

### Sagas des Neuf Mondes
- Les Larmes de Freyja (Éditions Flammèche, France, octobre 2013)
- La rage de Thór (Éditions Flammèche, France, novembre 2013)
- Les cheveux de Sif (Éditions Flammèche, France, décembre 2014)
- La folie de Thjazi (Éditions Flammèche, France, janvier 2014)
- Le défi d'Hymir (Éditions Flammèche, France, janvier 2014)
- Le cadeau d'Odin (Éditions Noir d'Absinthe, France, mars 2019)
- Réédition intégrale des Sagas des Neuf Mondes (Éditions Noir d'Absinthe, France, mars 2019)

### Sagas des Mers Grises
- Le sabot de Sleipnir  (Éditions Noir d'Absinthe, mai 2018)

### Romans, contes et nouvelles publiés, non rattachés à un cycle
- Et mille oiseaux s'envolèrent (1986, une nouvelle de fantasy parue dans ‘Halloween’, Charleroi, Belgique, illustrée par Paul Toussaint)
- Les Mille Autours (1988, une nouvelle de fantasy humoristique parution en 1989 dans le numéro spécial de L'Encrier Renversé, Castres, France)
- Le Songe d'Asmadrân, un conte paru comme cadeau de fin d'année en tiré à part en 1989 aux éditions Phenix, Belgique, France, illustré par Paul Toussaint)
- Douze (1 conte paru aux éditions Phenix, Belgique, France, 1991)
- La Ballade du Dernier Blizzard (1988, nouvelle de fantasy à plusieurs mains, parue chez « Baalmoloch », Belgique, 1988)
- Le Premier et Le Dernier (Recueil "La Crypte", éditions Denfer, 2005)
- Hrólf le Vagabond (roman, 2006, aux éditions Cheminements – France)
- La Saga de Rollon (roman, 2011, aux éditions Styles Écritures – Bruxelles)
- Une bonne décision (Enchantement Magazine, août 2012)
- Le yo-yo des millibars ("D'une rive à l'autre", revue de "Poésies et Nouvelles en Normandie", septembre 2014)
- Regards ("D'une rive à l'autre", revue de "Poésies et Nouvelles en Normandie", décembre 2014)
- Gare Saint-Lazare ("D'une Rive à l'autre", revue de "Poésie et Nouvelles en Normandie", juin 2015)
- Sagas des Neuf Mondes (Éditions Flammèche, France, 2014)
- Old Man Jack ("D’une rive à l’autre", revue de "Poésie et Nouvelles en Normandie", septembre 2015)
- Aazam le Magnifique (Éditions Academia, anthologie "La Belgique Imaginaire", février 2016)
- Taureau du Matin ("D’une rive à l’autre", revue de "Poésie et Nouvelles en Normandie", juin 2016)
- En ce trente de juin... ("D’une rive à l’autre", revue de "Poésie et Nouvelles en Normandie", septembre 2016)
- Espère toujours !  ("D’une rive à l’autre", revue de "Poésie et Nouvelles en Normandie", décembre 2016)
- La Première (Éditions Academia, anthologie "La Belgique Imaginaire", T. II, février 2017)
- La Mission K. ("D’une rive à l’autre", revue de "Poésie et Nouvelles en Normandie", mars 2017)
- La Baleine de Luc-sur-mer ("D’une rive à l’autre", revue de "Poésie et Nouvelles en Normandie", juin 2017)
- Le Lévrier de Monthulé ("D’une rive à l’autre", revue de "Poésie et Nouvelles en Normandie", septembre 2017)
- Marie Joly (roman biographique, chez Orep Editions, France, mai 2018)
- Le grenier, la baignoire, la piscine et le képi  ("D’une rive à l’autre", revue de "Poésie et Nouvelles en Normandie", juin 2018)
- Cette histoire est authentique ("D’une rive à l’autre", revue de "Poésie et Nouvelles en Normandie", septembre 2018)
- Le reflet ("D’une rive à l’autre", revue de "Poésie et Nouvelles en Normandie", mars 2019)
- Hoax, les mains ("D’une rive à l’autre", revue de "Poésie et Nouvelles en Normandie", mai 2019)
- Allez, trace ! ("D’une rive à l’autre", revue de "Poésie et Nouvelles en Normandie", septembre 2019)
- Les Chroniques de Maugis (roman, aux Editions Noir d'Absinthe, France, novembre 2019)
- Mers d'Encres Vives ("D’une rive à l’autre", revue de "Poésie et Nouvelles en Normandie", décembre 2019)

### Œuvres pratiques et de commande, traductions de l’anglais
- Passez-moi l'expression en anglais (1997, avec Diane de Blaye, paru aux Éditions Belin, France)
- Passez-moi l'expression en allemand (1998, avec Diane de Blaye et Claudine Scholtz, paru aux éditions Belin, France)
- Passez-moi l'expression en espagnol (1998, avec Diane de Blaye et Esperanza Martinez, paru aux éditions Belin, France et chez Larousse, Espagne)
- La Ballade de River City (1996, Compagnie Mouvance, divertissement western, joué sous chapiteau)
- La Mission de Serdeôn (1988, coédition en tirage limité du journal Le Soir et de la CACP, en collaboration avec le dessinateur Paul Toussaint)
- Le King…et moi (1997, éditions Claude Lefrancq, Belgique, France, Collection Attitudes - Best Sellers)
- Dossier Fantasy en collaboration avec Bruno Peeters (1996) et participation au dossier ‘Tolkien’ (1996, éditions Phenix, Belgique, France)
- Mort et vie de Superman, adaptation française du roman de Roger Stern (1996, avec Stéphanie Benson, aux éditions Claude Lefrancq, Belgique, France)
- Faucheuse, adaptation du roman de Ben Mezrich (1998, avec Charles de Trazegnies, aux Éditions Claude Lefrancq, Belgique, France)
- La laïcité à l'épreuve du XXIe siècle (en collaboration avec plusieurs auteurs, sous la coordination de Nadia Geerts, éditions Luc Pire, 2009)
- La Tapisserie de Rollon (2011, avec Marie-Catherine Nobécourt, Gilles Pivard et Jean Renaud, chez OREP Éditions)
- Les légendes et les puissants (2013, Revue Le Nouveau Cénacle)
- La Vérité... vraiment ? L'effet Casimir - premier dossier consacré aux méthodes de propagande des extrêmes-droites (Mars 2014, Revue "Prochoix" n°61)

### Romans jeunesse
- Hastings 1066 - Les Normands débarquent ! Orep Editions (France, février 2015) avec Gilles Pivard
- Hastings 1066 - The Normans are landing ! Orep Editions (France, février 2015) avec Gilles Pivard
- Les Normands débarquent ! Pièce de théâtre jeunesse de la Compagnie Modja de Caen (2016)

### Textes audio
- Les normands débarquent
- Sagas des Neuf Mondes

## Prix et distinctions
- Prix d’honneur du Conte du Centre international des Arts et des Lettres 1993, pour Les origines magiques
- Prix Reine Mathilde 2006 de Normandie, pour Hrólf le Vagabond
- Finaliste des Prix de la nouvelle de Castres et du Prix des PTT français